# Tower Hill (Freetown)
Der Tower Hill, historisch Smith’s Hill, ist ein Hügel inmitten der sierra-leonischen Hauptstadt Freetown. Er erreicht eine Höhe von etwa 110 m.
Der Tower Hill ist bekannt als Standort der wichtigsten staatlichen Organe des Landes, darunter dem Sitz des Präsidenten sowie des Parlaments (seit 1961). Historisch war der Tower Hill Standort der ab 1792 errichteten Bastion des Fort Thornton, dem Sitz der Gouverneure.
Die umliegenden Wohn- und Geschäftsgebiete tragen ebenfalls den Namen Tower Hill.